# 제1비행전대
비행 제1전대(일본어: 飛行第1戦隊 히코 다이이치센타이[*])는 일본 제국 육군 항공대의 비행전대이다. 통칭호은 "威 이[*] 8301부대".

## 역사
1915년 10월 14일에 가카미가하라에서 항공 제1대대로 창설되었고, 육군성의 내부부서인 군무국의 항공과가 10년 뒤의 1926년 6월 1일에 외국인 육군항공본부으로, 항공병과도 분리됨에 따라 비행 제1연대로 증편되었다.
1938년 7월 5일, 전투부대와 지원부대의 공지이분에 따라 비행 제1전대로 개명되었다.
결호 작전을 위해 혼슈로 귀환하여 제1항공군 제12비행단에 전속하였고, 이바라키현 다카하기시에서 종전을 맞이하였다.

## 역대 지휘관
| # | 계급 | 성명              | 취임일          | 이임일         | 참고  |
| - | ---- | ----------------- | --------------- | -------------- | ----- |
| 1 | 중좌 | 아카하네 유시     | 1925년 5월 1일  |                |       |
| 2 | 대좌 | 도쿠가와 요시토시 | 1927년 7월 26일 |                |       |
| 3 | 대좌 | 마키노 마사쓰구   | 1929년 8월 1일  |                |       |
| 4 | 대좌 | 세노 준쿠마       | 1931년 3월 11일 |                |       |
| 5 | 대좌 | 기가 데쓰지       | 1932년 3월 11일 |                |       |
| 6 | 대좌 | 후지노 이치노스케 | 1933년 8월 1일  | 1935년 8월 1일 | [ 1 ] |
| 7 | 대좌 | 세토 슌지         | 1935년 8월 1일  |                | [ 1 ] |
| 8 | 대좌 |                   | 1937년 8월 10일 | 1938년 7월     |       |

| # | 계급 | 성명                | 취임일           | 이임일           | 비고                      | 참고  |
| - | ---- | ------------------- | ---------------- | ---------------- | ------------------------- | ----- |
| 1 | 중좌 | 가토 도시오         | 1938년 7월 일    |                  |                           |       |
| 2 | 중좌 | 하라다 후미오 †     | 1939년 7월 20일  | 1939년 7월 29일  | 할힌골 전투에서 전사      | [ 2 ] |
| 3 | 소좌 | 요시다 스나오       | 1939년 8월 2일   |                  |                           |       |
| 4 | 소좌 | 다케다 긴시로       | 1940년 9월 5일   |                  |                           |       |
| 5 | 소좌 | 사와다 미쓰구 †     | 1943년 3월 1일   | 3월              | 뉴기니 라에 공중에서 전사 |       |
| 6 | 소좌 | 마쓰무라 슌스케 †   | 1943년 3월 15일  | 1944년 10월 28일 |                           |       |
| 7 | 대위 | 가스가이 도시로 †   | 1944년 11월 7일  | 11월 25일        |                           |       |
| 8 | 소좌 | 하시모토 시게하루 † | 1944년 11월 2?일 | 12월 22일        |                           |       |
| 9 | 소좌 | 시모토 히로유키     | 1945년 3월 18일  | 1945년           |                           |       |

## 기록

### 계보
- 1915년 10월 14일, 航空第1大隊→항공 제1대대
- 1925년 6월 1일, 飛行第1連隊→비행 제1연대
- 1938년 7월 5일, 飛行第1戦隊→비행 제1전대

### 소속
- 제1비행단
- 제12비행단

### 참전
- 할힌골 전투
- 중일 전쟁
- 태평양 전쟁
- 뉴기니 전역
- 필리핀 전역 (1944년~1945년)
  - 포르모사 공중전
  - 루손 전투

### 장비
- 97식 전투기, 1939년 ~  1942년 5월
- 1식 전투기, 1942년 7월 ~  1943년 8월
- 1식 2형 전투기, 1943년 9월 ~  1944년 4월
- 4식 전투기, 1944년 4월 ~  1945년 8월

### 기지
- 노몬한 Kanchuerhmiao, 1939년 6월
- 노몬한 Saienjo, 1939년 6월 ~ 9월
- 하얼빈 Sunjia, 1941년 10월 ~ 11월
- 캄보디아 Kompong Trach,  1941년 12월
- 말레이 싱고라, 1941년 12월 ~ 1942년 1월
- 말레이 쿠안탄, 1942년 1월 ~ 1942년 2월
- 수마트라 남부 탄중카랑, 1942년 2월 ~ 3월
- 버마 퉁구, 1942년 3월 ~ 5월
- 버마 민갈라돈, 1942년 5월
- 아케노, 1942년 7월 ~ 8월
- 수마트라 팔렘방, 1942년 8월 ~ 10월
- 인도차이나 베트남 토우라네, 1942년 10월
- 인도차이나 베트남 하노이, 1942년 10월
- 싱가포르, 1942년 11월 ~ 12월
- 뉴브리튼 라바울, 1943 1월 ~ 8월
- 솔로몬 제도 발라라에, 1943년 1월
- 뉴기니 웨와크, 1943년 2월 (분리됨)
- 뉴기니 라에, March 1943년 3월
- 뉴기니 웨와크, 1943년 4-월8월
- 오사카 간사이 비행장, 1943년 9월 ~ 11월
- 인도네시아 멩구리, 1943년 11월
- 도쿄 가시와, 1943년 11월 ~ 1944년 10월
- 기타큐슈 가노스, 1944년 8월 ~ 9월
- 루손 클라크 비행장, 1944년 10월
- 필리핀 네그로스섬 마나팔라 1944년 10월 ~ 11월
- 이바라키현 시모다테, 1944년 11월 ~ 12월
- 루손 포라크, 1945년 12월 ~ 1945년 1월
- 타이완섬 차오저우진 1945년 1월 ~ 2월
- 이바라키현 시모다테, 1945년 3월 ~ 4월
- 이바라키현 다카하기, 1945년 4월 ~ 8월

## 참고

### 인용
1. 1 2  “官報” (일본어) (2575). 1935년 8월 2일.
2. ↑  “故陸軍航空兵中佐原田文男外二名位階追陞ノ件” (일본어). アジア歴史資料センター. 2020년 12월 28일에 확인함.

### 자료
- Hata, Ikuhiko; Izawa, Yasuho; Shores, Christopher (2012). 《Japanese Army Fighter Aces 1931-45》. Mechanicsburg, PA: Stackpole Books. ISBN 978-0-8117-1076-3.
- 近現代史編纂会 (2001). 《航空隊戦史》 (일본어). 新人物往来社. ISBN 4-404-02945-4.
- 外山操 (1981). 《陸海軍将官人事総覧 陸軍篇》 (일본어). 芙蓉書房. ISBN 978-4829500026.
- 外山操 (1987).  森松俊夫, 편집. 《帝国陸軍編制総覧》 (일본어). 芙蓉書房. ISBN 978-4829501245.